# Watsonarctia esperi
Watsonarctia esperi là một loài bướm đêm thuộc phân họ Arctiinae, họ Erebidae.